# مورای رومن
مورای رومن (انگلیسی: Murray Roman؛ زاده ۸ مارس ۱۹۲۹ - درگذشته ۶ نوامبر ۱۹۷۳) استندآپ کمدین آمریکایی بود که عمر کوتاه کاری اش با حادثه تصادف اتومبیل به پایان رسید. بسیاری سبک و جنس استندآپ او را مشابه لنی بروس ارزیابی می‌کنند. رومن نویسنده برنامه تلویزیونی The Smothers Brothers Comedy Hour نیز بود و در سال ۱۹۶۹ برای نویسندگی این برنامه موفق به دریافت جایزه امی شد.

## فیلمشناخت

### سینمایی
- Out of Control
- You Can't Beat People Up And Have Them Say I Love You
- A Blind Man's Movie
- Busted
- Backtrack 13 (You Can't Beat People Up And Have Them Say I Love You)

## حضور تلویزیونی
- The Rat Patrol, The Tug-of-War Raid: (4 مارس ۱۹۶۸) در نقش Lt. Pohl
- مانکیز, Fairytale (8 ژانویه ۱۹۶۸) در نقش Harold
- That Girl, This Little Piggy Had a Ball (23 مارس ۱۹۶۷) در نقش Manager of Bowling Alley
- ABC Stage 67, On The Flip Side (7 دسامبر ۱۹۶۶) در نقش Hairy Eddie Popkin
- بتمن, Hizzonner the Penguin (1) (2 نوامبر ۱۹۶۶) و Dizzonner the Penguin (2) (3 نوامبر ۱۹۶۶) در نقش E.G. Trends
- The Smothers Brothers Comedy Hour, wrote and very occasionally appeared.